# Portuguesa
Portuguesa ist einer der 23 Bundesstaaten Venezuelas. Er liegt südlich der Anden in der Steppe (Llanos). Die Hauptstadt ist Guanare, in dessen Nähe Coromoto, der wichtigste Marienwallfahrtsort des Landes liegt.
Benannt ist der Staat nach dem Río Portuguesa, von dem er durchflossen wird. Der Legende nach soll in diesem Fluss eine schöne Portugiesin ertrunken sein, die an einer Expedition von Konquistadoren teilnahm.

## Geschichte
Mehrere unterschiedliche ethnische Gruppen lebten in dieser Region bei Ankunft der Europäer. Unter anderen befanden sich die Cuibas und Caquetíos, so wie verschiedene Stämme der Guamos-Indianer. Die Guamos waren vorwiegend Fischer und Sammler.
Nikolaus Federmann und seine spanischen und deutschen Truppen erforschten dieses Gebiet zum ersten Mal gegen 1530. Am 15.12 kamen sie in Hacarigua an, ein Dorf, das später zu Acarigua wurde. Im Jahr 1561 setzte sich eine Gruppe unter Leitung des Portugiesen João Fernandes de León, aus Vila Nova de Portimão, in Guanare nieder.
Gegen November 1657 kamen die ersten Missionare nach Guanare und Acarigua an und fingen an, unter den Guamonteyes und anderen Gruppen zu predigen. Im Jahr 1696 wurde El Pilar de Araure gegründet.

## Verwaltungsgliederung
Portuguesa ist in die folgenden Bezirke (Municipios) eingeteilt:
| Municipio                     | Verwaltungssitz       | Bevölkerung (2011) | Fläche (km²) |
| ----------------------------- | --------------------- | ------------------ | ------------ |
| Agua Blanca                   | Agua Blanca           | 20.717             | 199          |
| Araure                        | Araure                | 151.334            | 640          |
| Esteller                      | Píritu                | 44.945             | 754          |
| Guanare                       | Guanare               | 192.644            | 2008         |
| Guanarito                     | Guanarito             | 37.553             | 3103         |
| Monseñor José Vicente de Unda | Paraíso de Chabasquén | 23.744             | 222          |
| Ospino                        | Ospino                | 49.228             | 1675         |
| Páez                          | Acarigua              | 177.175            | 425          |
| Papelón                       | Papelón               | 16.191             | 2203         |
| San Genaro de Boconoíto       | Boconoíto             | 23.757             | 1031         |
| San Rafael de Onoto           | San Rafael de Onoto   | 17.623             | 187          |
| Santa Rosalía                 | El Playón             | 17.601             | 1029         |
| Sucre                         | Biscucuy              | 41.037             | 400          |
| Turén                         | Villa Bruzual         | 62.947             | 1324         |